# Campiglossa aesia
Campiglossa aesia är en tvåvingeart som först beskrevs av Walker 1849.  Campiglossa aesia ingår i släktet Campiglossa och familjen borrflugor. Inga underarter finns listade.